# Chankendi
Chankendi (azer. Xankəndi, orm. Խանքենդի, dawniej Stepanakert, orm. Ստեփանակերտ) – wyludnione miasto w Azerbejdżanie, w regionie Górski Karabach położone u podnóża Masywu Karabaskiego.
W latach 1923–1991 stolica Nagorno-Karabachskiego Obwodu Autonomicznego, z kolei po upadku ZSRR w latach 1991–2023, największe miasto i stolica nieuznawanej międzynarodowo Republiki Górskiego Karabachu. Po ucieczce ludności ormiańskiej i wkroczeniu wojsk azerskich w październiku 2023 miasto niemal całkowicie się wyludniło – według danych rządu azerskiego na pozostanie w nim zdecydowało się 98 dotychczasowych mieszkańców, a szacunki Czerwonego Krzyża mówią o jedynie 20 osobach.

## Historia
Miasto początkowo nosiło ormiańską nazwę Wararakn (orm. Վարարակն), zaś od końca XVIII w. używana była także nazwa azerska Chankendi. W 1847 władze rosyjskie (od 1822 w granicach Rosji) ustaliły dla niej nazwę Ханкенды (Chankiendy). W 1923, w czasach ZSRR, nazwę miasta zmieniono na Степанакерт (Stiepanakiert) na cześć ormiańskiego działacza partii bolszewickiej Stepana Szaumiana. W 1991 roku władze ówczesnej Azerbejdżańskiej SRR przywróciły miastu nazwę Xankəndi (Ханкəнди w ówcześnie stosowanym zapisie, orm. Խանքենդի), jednak tej zmiany nie uznały władze Górskiego Karabachu, sprawujące faktycznie kontrolę nad miastem, stosujące nazwę ormiańską Ստեփանակերտ (Stepanakert).
Podczas wojny o Górski Karabach w latach 90. miasto było ostrzeliwane i bombardowane, głównie ze strony znajdującego się w rękach Azerów miasta Şuşa. Mimo tego przez całą wojnę w mieście działało wiele instytucji, np. szkoła średnia.
Od połowy października 2023 miasto pozostaje pod kontrolą Azerbejdżanu, co 16 października 2023 zostało przypieczętowane uroczystym przemarszem wojsk przez główną ulicę opuszczonego miasta oraz triumfatorskim przemówieniem wraz z wciągnięciem na maszt azerskiej flagi przez przezydenta kraju, İlhama Əliyeva.

## Galeria

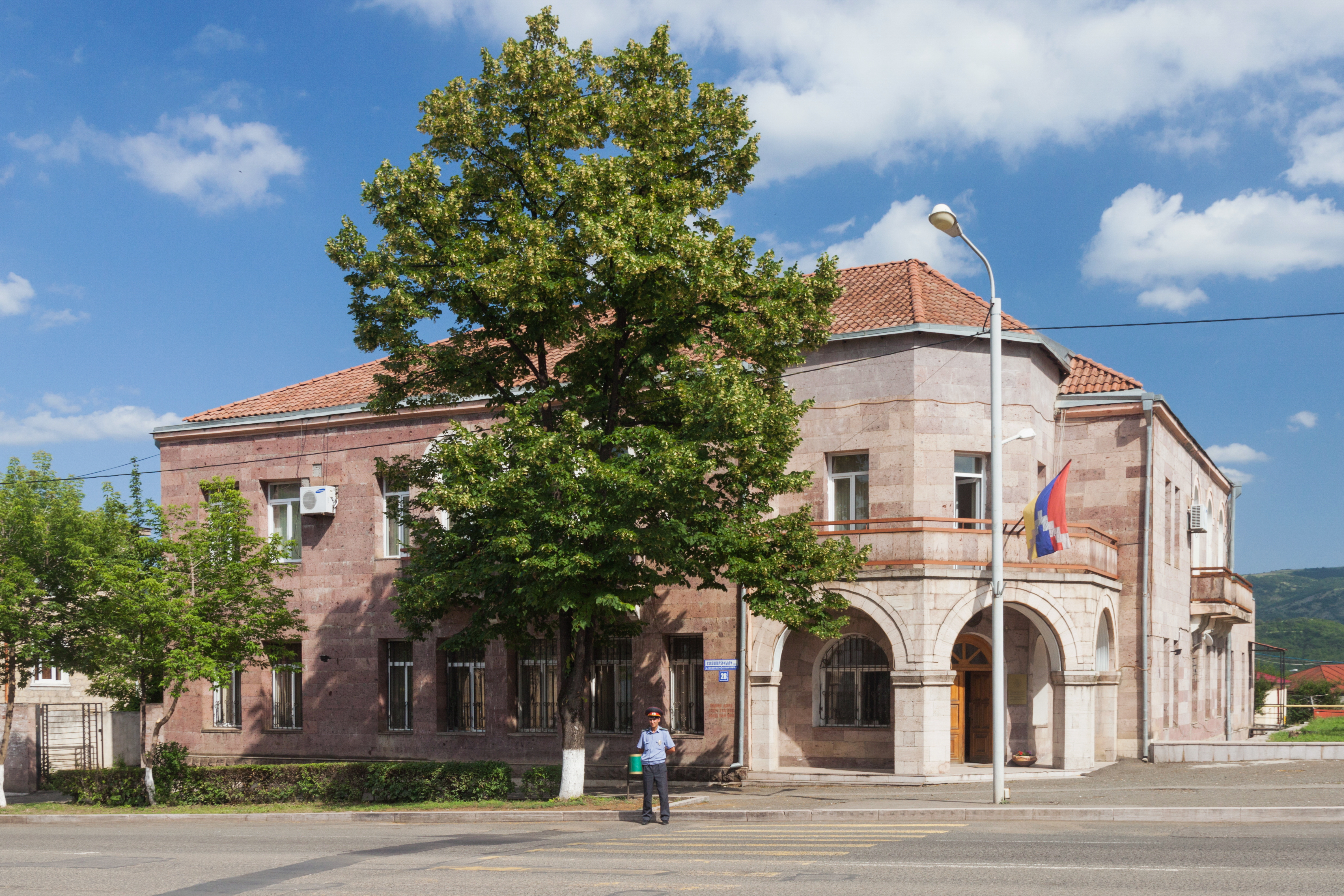
Budynek dawnego Ministerstwa Spraw Zagranicznych Republiki Górskiego Karabachu
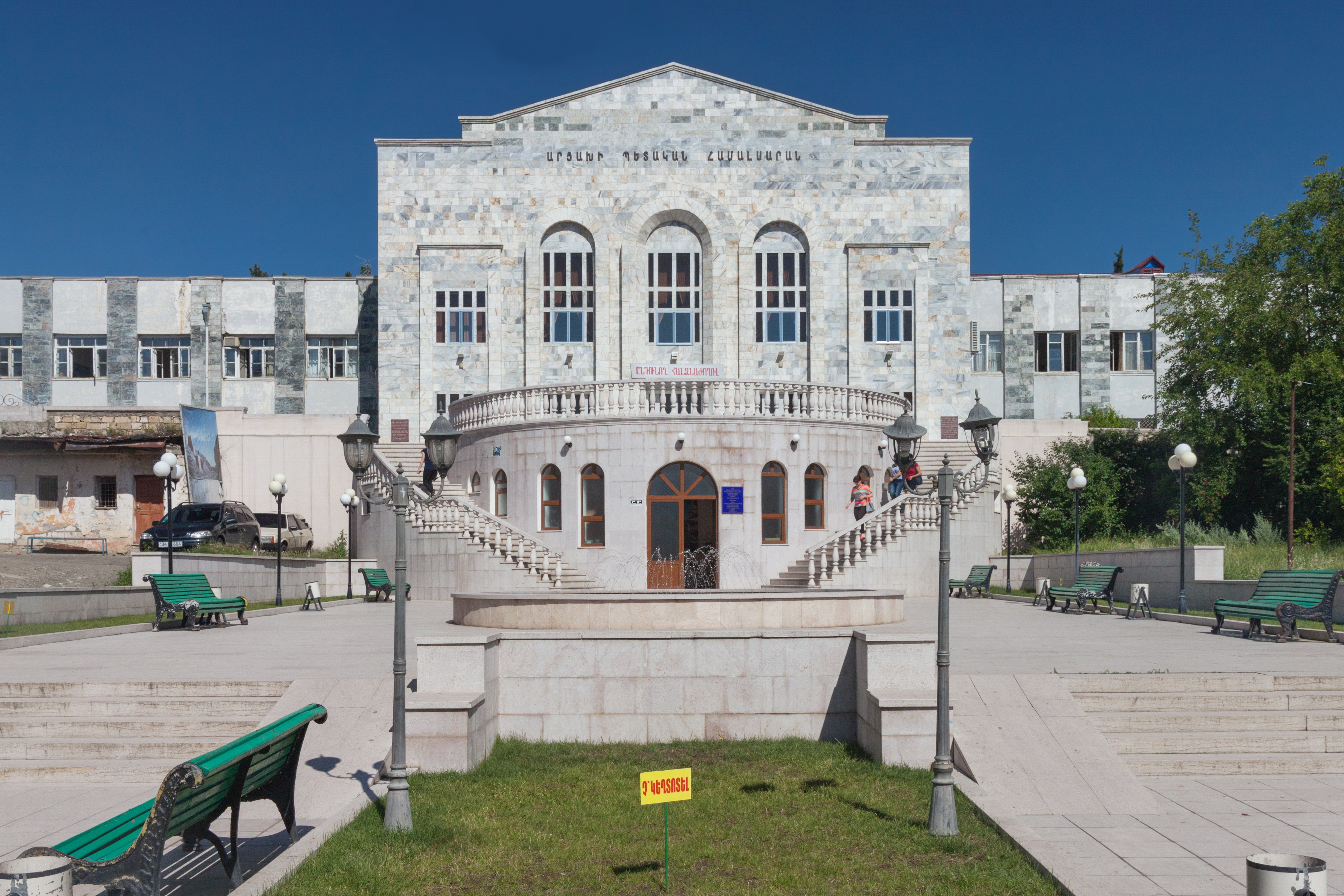
Państwowy Uniwersytet Arcachu
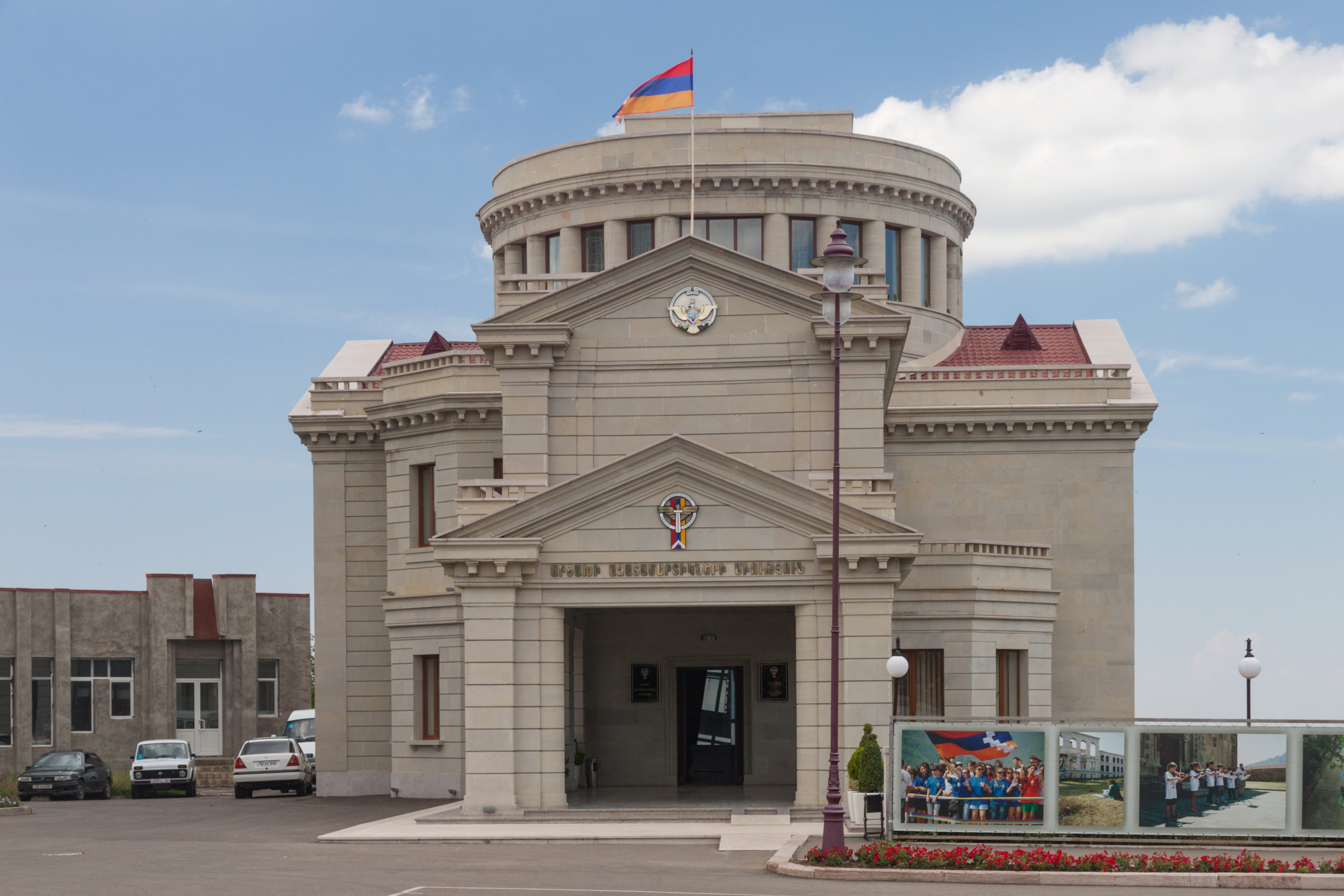
Budynek dawnego Związku Bojowników o Wolność Arcachu
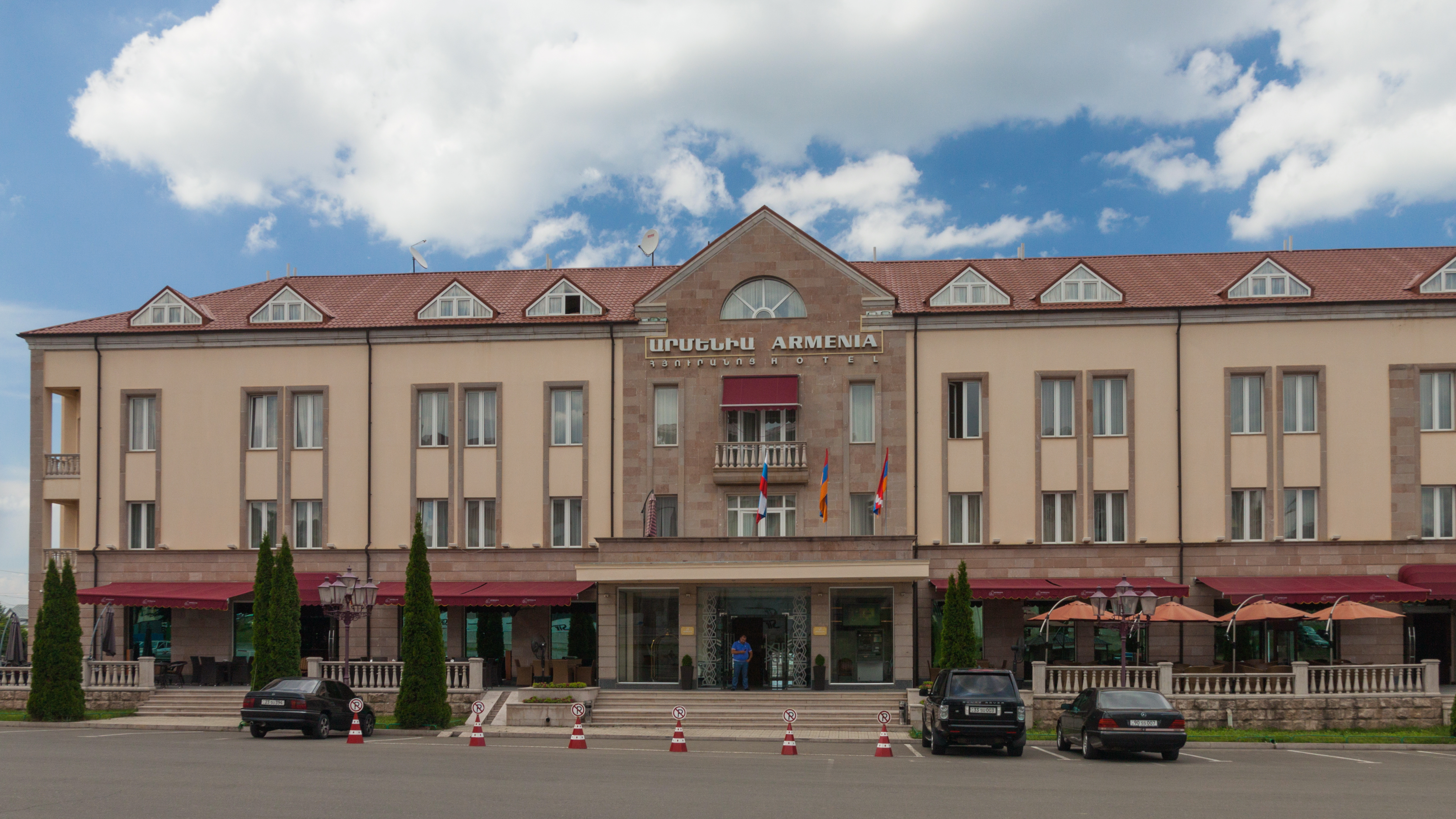
Dawny hotel Armenia
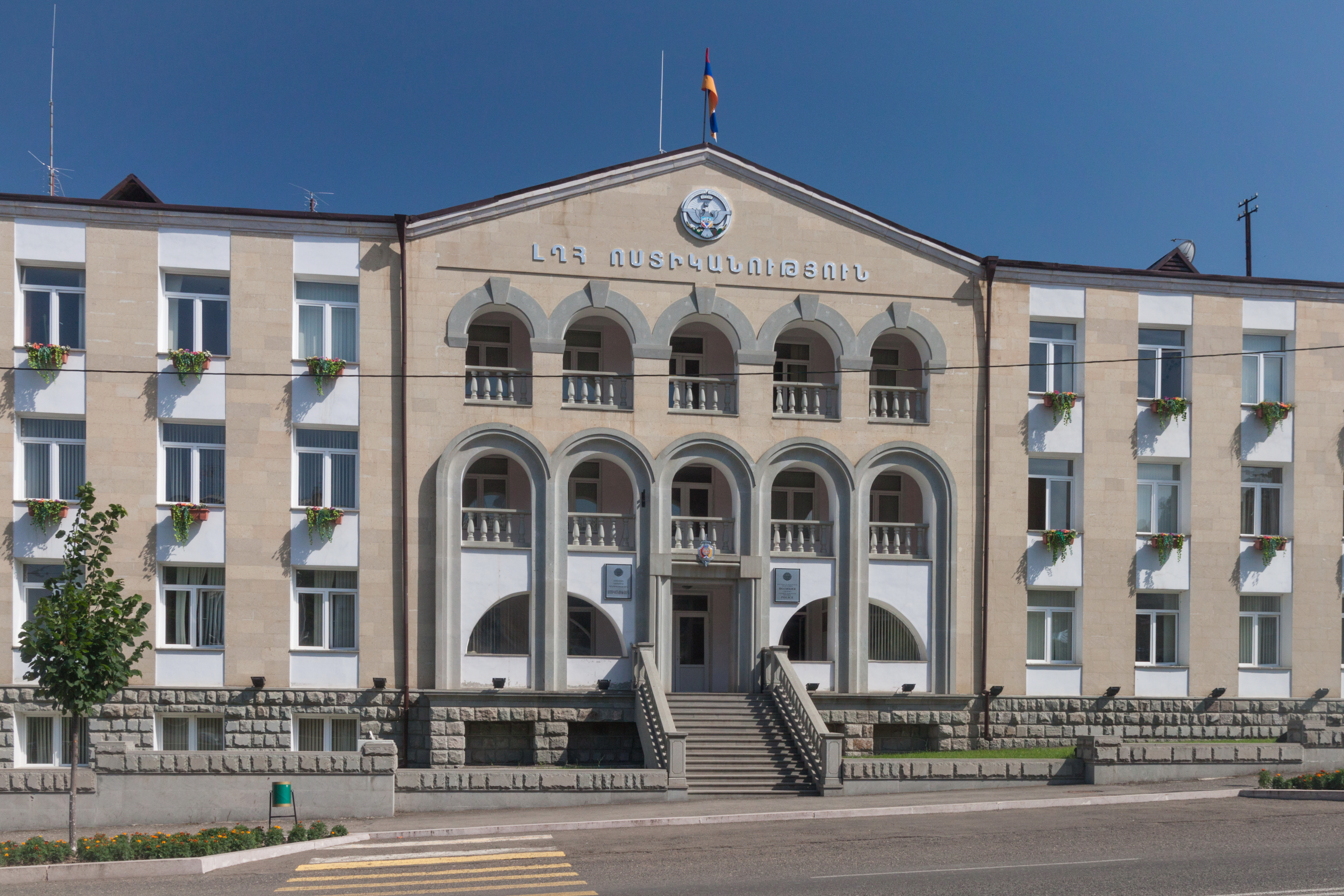
Budynek dawnej karabachskiej policji
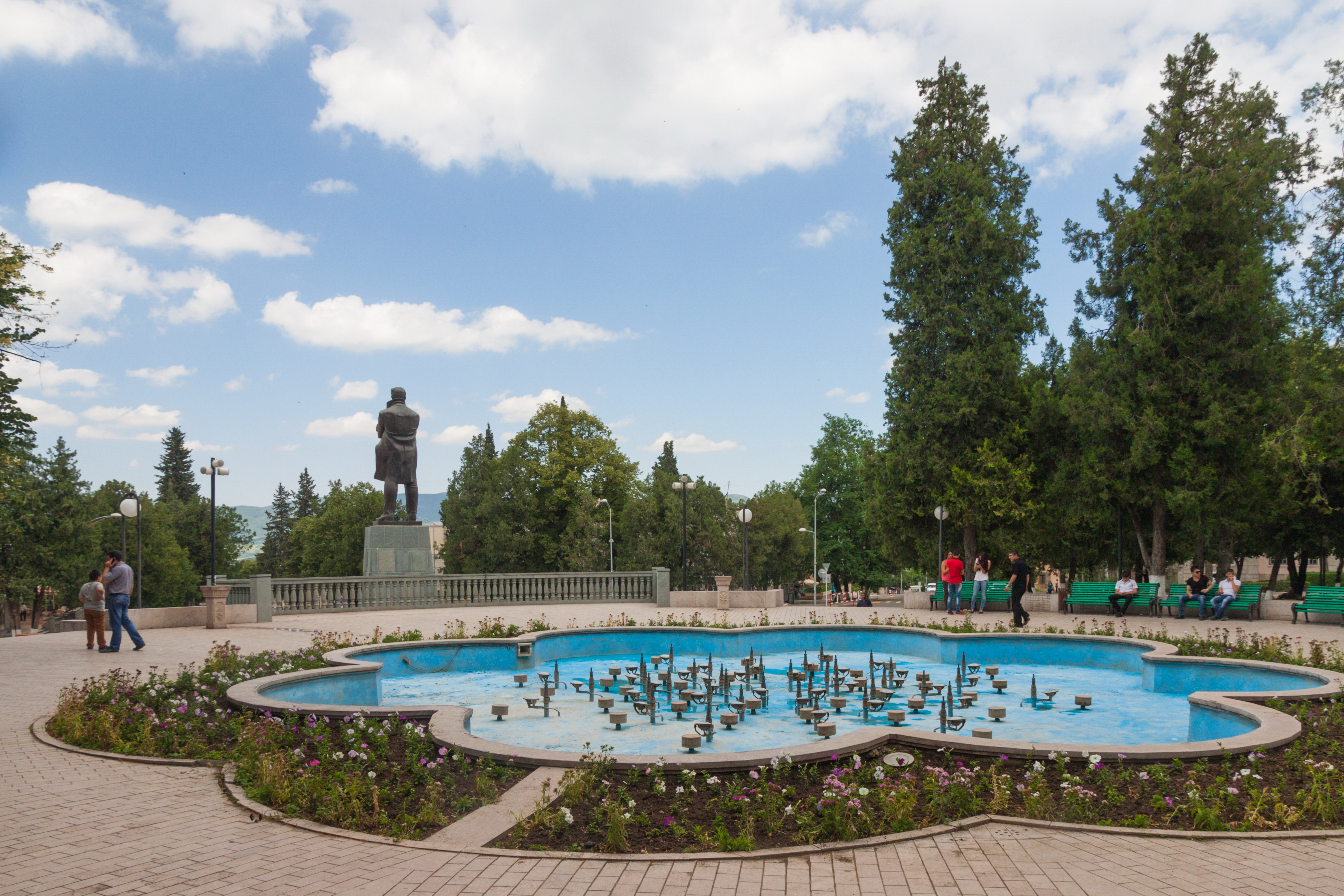
Fontanna na placu imienia Stepana Szaumiana
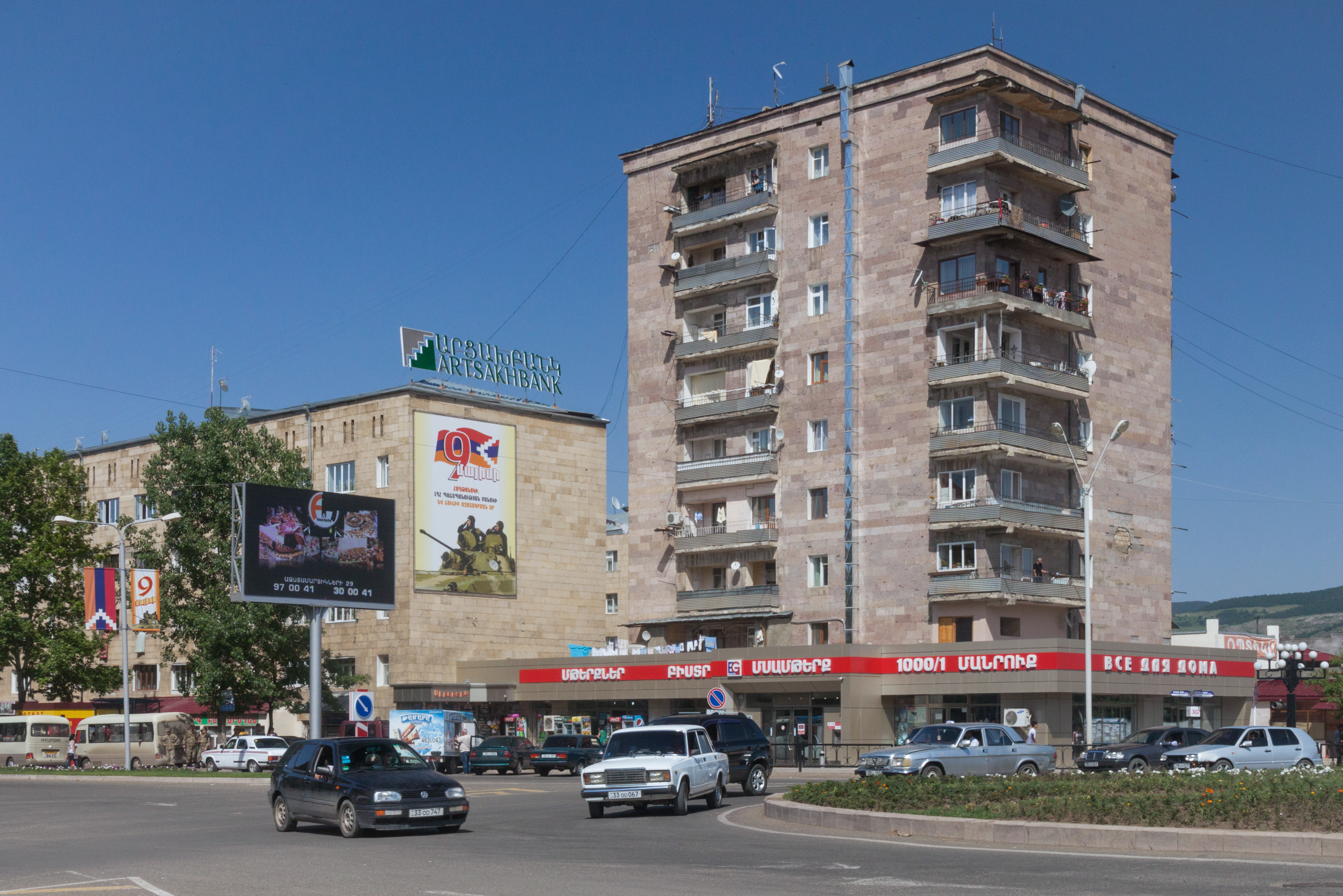
Budynki przy rondzie placu Wolności